# Arcese
Arcese è un'azienda italiana di trasporti operante dal 1966 nel settore della logistica e del trasporto internazionale di merci su strada, rotaia, mare e aereo.

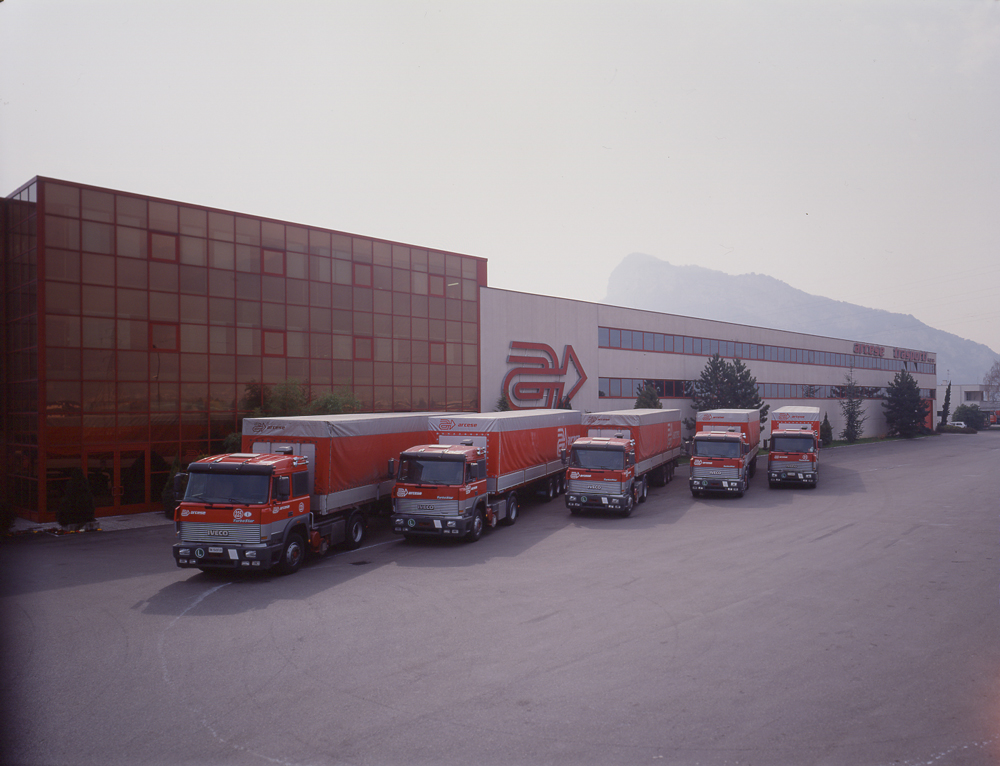
La filiale Arcese di Arco (TN) - Anni '90.

## Storia

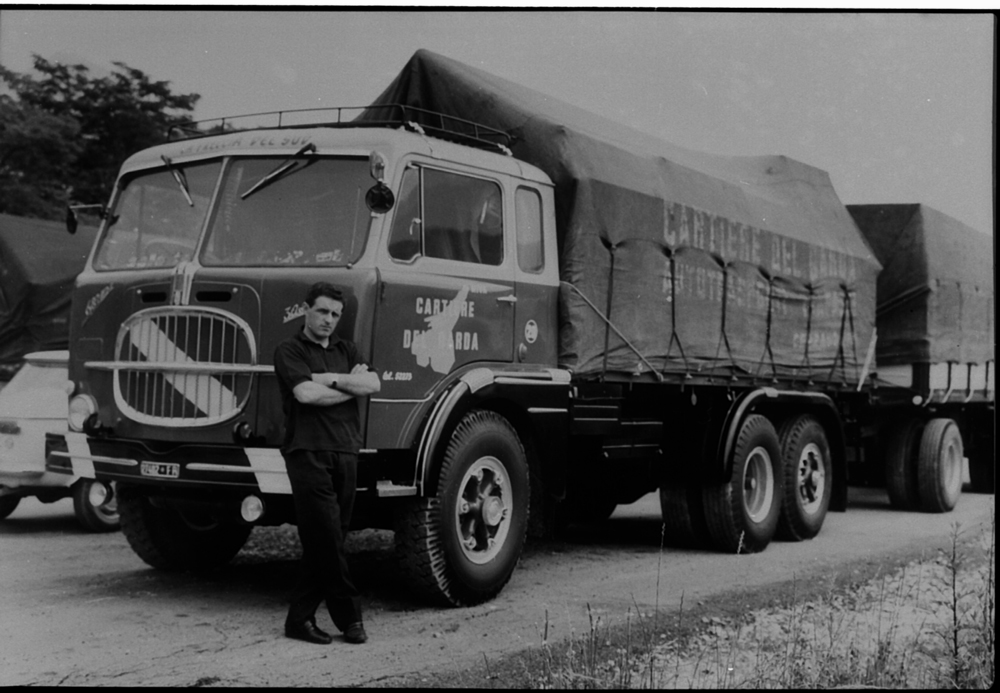
Eleuterio Arcese con il suo primo camion, La Freccia del Sud.

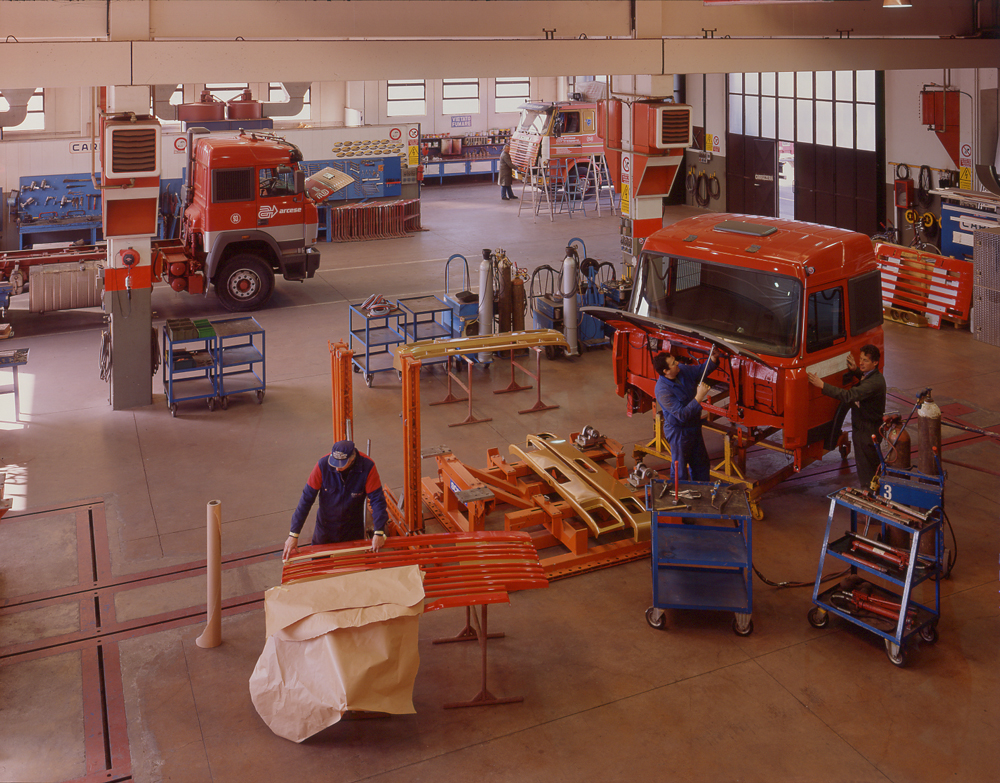
Officina Arcese di Rovereto - Anni ’90.

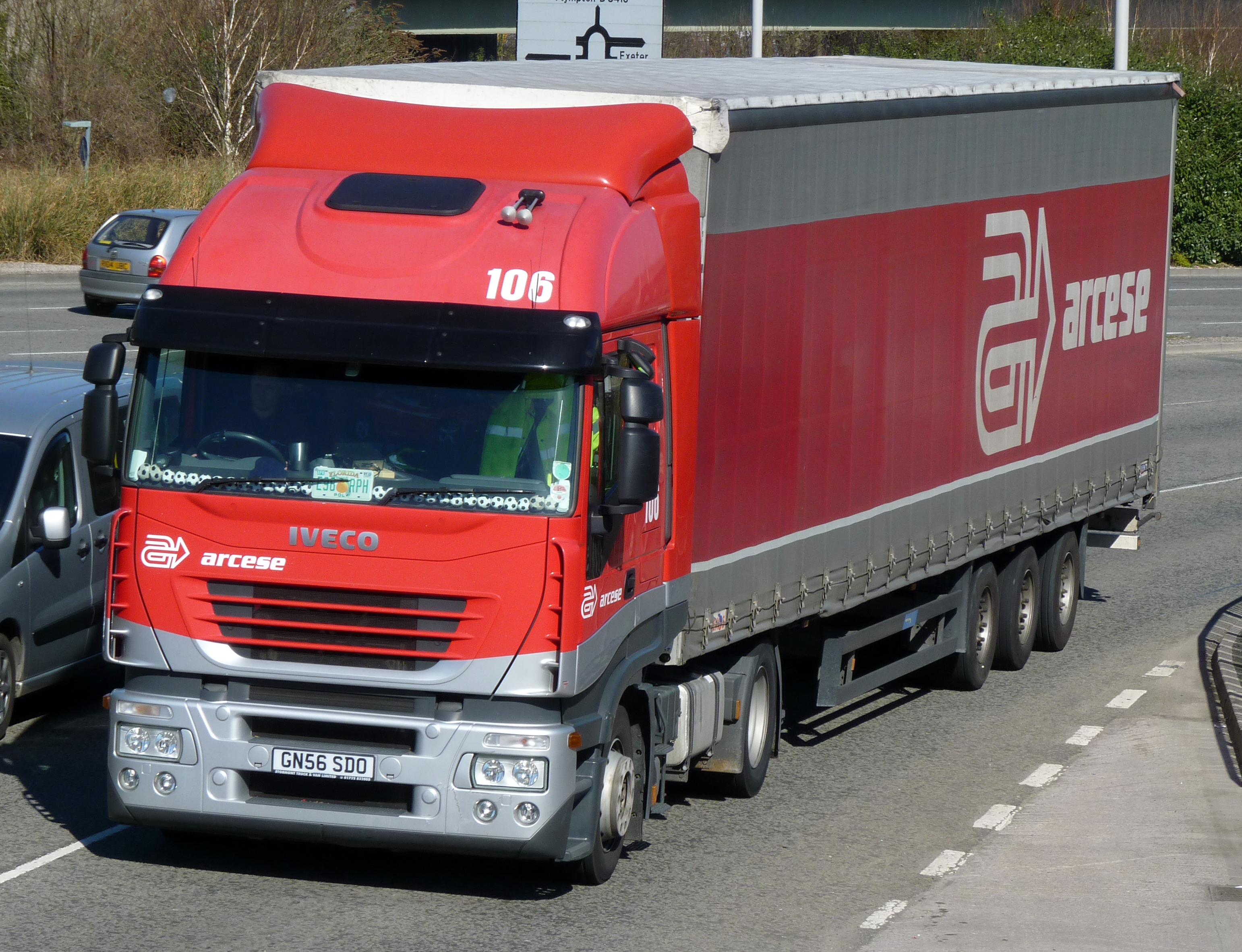
Automezzo Arcese

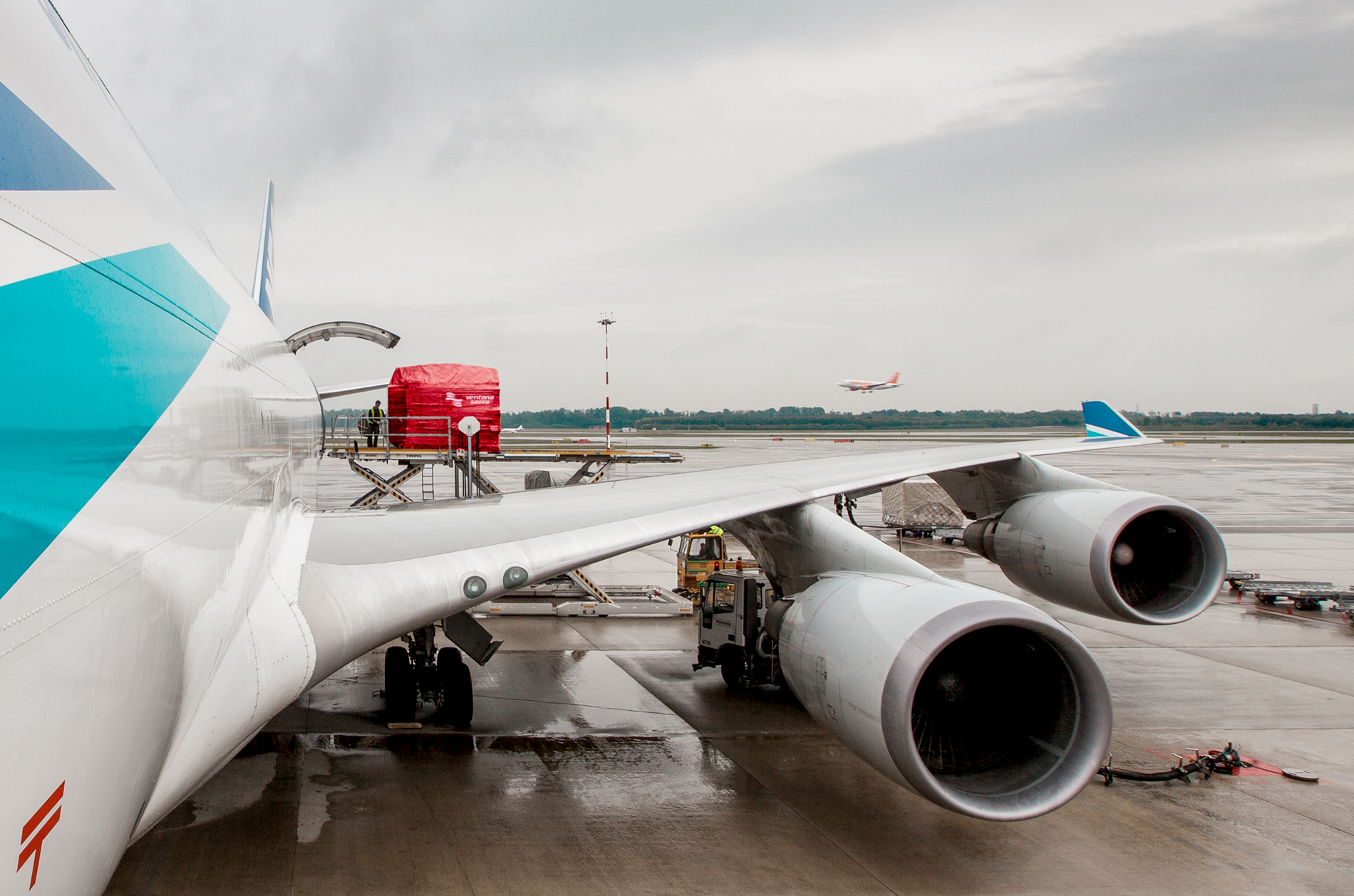
Operazione di carico di un pallet aereo di Ventana Serra, società del Gruppo Arcese.

La società è stata fondata nel 1966 da Eleuterio Arcese a Riva del Garda. Inizialmente ditta individuale di autotrasporti per conto terzi, nel 1981 l'azienda si apre all'internazionalizzazione con l'introduzione del trasporto intermodale, integrando così i trasporti su strada e su rotaia.
L'acquisizione nel 1990 di Ventana Cargo (dal 2006 rinominata Ventana Serra), società specializzata nel trasporto mare e aereo, permette ad Arcese di estendere le proprie attività a livello mondiale. Qualche anno dopo, nel 1997, Eleuterio Arcese viene premiato “Imprenditore dell'anno”  dalla  Camera di Commercio di Milano.
Dal 2009 il Gruppo Arcese si dedica, attraverso il marchio SEL, alla logistica di eventi, in particolar modo sportivi.
Arcese è composta quindi da tre divisioni di business: Road Freight per il trasporto su strada e intermodale, Air & Sea Freight per le spedizioni via mare e aereo e Contract Logistics per servizi di esternalizzazione della logistica.
Secondo le statistiche diffuse da Confetra relative all'anno 2015, con un fatturato di circa 577 milioni di Euro, si è piazzata all'ottavo posto tra le imprese di trasporto operanti in Italia.
Nel 2017 Arcese introduce il primo mezzo completamente elettrico per le consegne dell’ultimo miglio a Milano, confermando la sua attenzione alla sostenibilità. Nel giugno dell’anno successivo un altro mezzo green, questa volta alimentato a gas naturale compresso, viene introdotto a Londra per la distribuzione nel centro città.
All'inizio del 2018 la stampa ha diffuso notizie in merito al fatto che l'azienda intende trasferire la sua sede legale dal Trentino a Milano.
Sempre nel 2018, in occasione della Green Logistics Expo a Padova, l’azienda ha comunicato l’intento di ridurre ulteriormente le emissioni di CO2, con l’obiettivo di avere entro i prossimi 3 anni una flotta distributiva costituita unicamente da mezzi Euro 6 ed Euro 7.
Nel corso di questo stesso anno l’Azienda si fa promotrice di due iniziative in ambito sociale: Road to New York – progetto che segue la preparazione di atleti portatori della sindrome di down, dall’inizio degli allenamenti fino alla Maratona di New York promuovendo lo sport come strumento di inclusione e valorizzazione personale; e Discovery Kenya, progetto dedicato a bambini e giovani del Kenya e alla passione per la corsa come mezzo per il raggiungimento di un’educazione scolastica e nuove opportunità future.
All’inizio del 2019 Arcese amplia la flotta con i nuovi IVECO Stralis NP a gas naturale in versione ribassata, progettati per determinare una significativa riduzione sia dei consumi sia dell’azione inquinante. Nel 2021 l’impegno in tal senso prosegue con l’introduzione nella flotta di mezzi in Bio-LNG, gas rinnovabile dalle elevate potenzialità in termini di riduzione dell’impatto ambientale.
L’impegno nella sostenibilità prosegue con l’introduzione nei servizi di distribuzione delle Redbox, contenitori riutilizzabili che riducono il consumo di cartone. Attività che si affianca all’introduzione di mezzi elettrici per la logistica e consegna dell’ultimo miglio in Spagna e Parigi.
Nello stesso anno Ventana Serra Brasile, società del Gruppo, riceve da Fiat Chrysler Automobiles (FCA) il premio “Supplier of the Year 2019” come migliore fornitore nella sezione Supply Chain per la regione LATAM.
Nel 2020 Arcese presenta la nuova livrea della flotta, caratterizzata da caratteri del logotipo più grandi, una superficie interamente colorata di rosso e lo spostamento del logo aziendale.
Prosegue in questi anni la strategia di crescita del Gruppo in Europa grazie a nuovi investimenti nel network e in nuove strutture. Nel 2021 si espandono le attività di logistica in Romania e Spagna con l’ampliamento dei magazzini delle filiali di Cluj, Barcellona e Madrid. Sempre nel 2022 nuovi investimenti vengono confermati anche a Madrid e in Francia con nuovi magazzini al fine di offrire soluzioni sempre più avanzate e integrate.

## Sponsorizzazioni
Dal 2011 Arcese è sponsor della Maratona dles Dolomites, Granfondo con cui il Gruppo condivide l’impegno nello sport e nella sostenibilità.
Nello stesso anno inizia la partnership con la Run5.30, mentre è del 2018 l’inizio della sponsorizzazione della squadra Basket Brescia Leonessa, che Arcese affianca in occasione dell’Eurocup.
Dal 2019 Arcese è inoltre sponsor della Granfondo Top Dolomites.

## Dati
Nel 2021 i dati dichiarati dall'azienda parlano di:
- Numero di dipendenti: oltre 2.800
- m² di magazzini: oltre 350.000
- Numero di sedi a livello internazionale: 70
- Numero di veicoli: autocarri: 500 | semirimorchi: 3600